# Revillagigedo
Revillagigedo je sopečné souostroví v Tichém oceánu, ležící přibližně 390 km od severoamerické pevniny. Patří pod mexickou suverenitu a je součástí jeho státu Colima. Celková rozloha ostrovů je 158 km² a žije na nich okolo 250 lidí, především vědeckých zaměstnanců. Nejvyšším bodem je Cerro Everman (1130 metrů nad mořem) na ostrově Socorro.
Souostroví se skládá ze čtyř ostrovů:
- Socorro 132 km²
- Clarión 19.8 km²
- San Benedicto 5.94 km²
- Roca Partida 0.014 km²

Neobydlené ostrovy byly objeveny v roce 1533 a nazvány Islas de los Inoncences (Ostrovy nevinných), v roce 1772 byly přejmenovány podle hraběte z Revillagigedo, tehdejšího místokrále Nového Španělska.
Ostrovy byly v roce 1994 vyhlášeny mexickou biosférickou rezervací. Vzhledem k absenci predátorů zde žije řada ptačích endemitů, například hrdlička sokorská, buřňák Townsendův nebo aratinga sokorský. Poddruh střízlíka Salpinctes obsoletus exsul vyhynul v důsledku sopečné erupce v roce 1952. Moře okolo ostrovů je bohaté na ryby, žraloky, delfíny, rejnoky či velryby a také je vyhledávaným cílem sportovních potápěčů.
V roce 2016 bylo souostroví a okolní moře zapsáno na seznam světového přírodního dědictví UNESCO. Pod jeho ochranou je 158 km² pevniny a 6209 km² vodní plochy.

## Fotogalerie

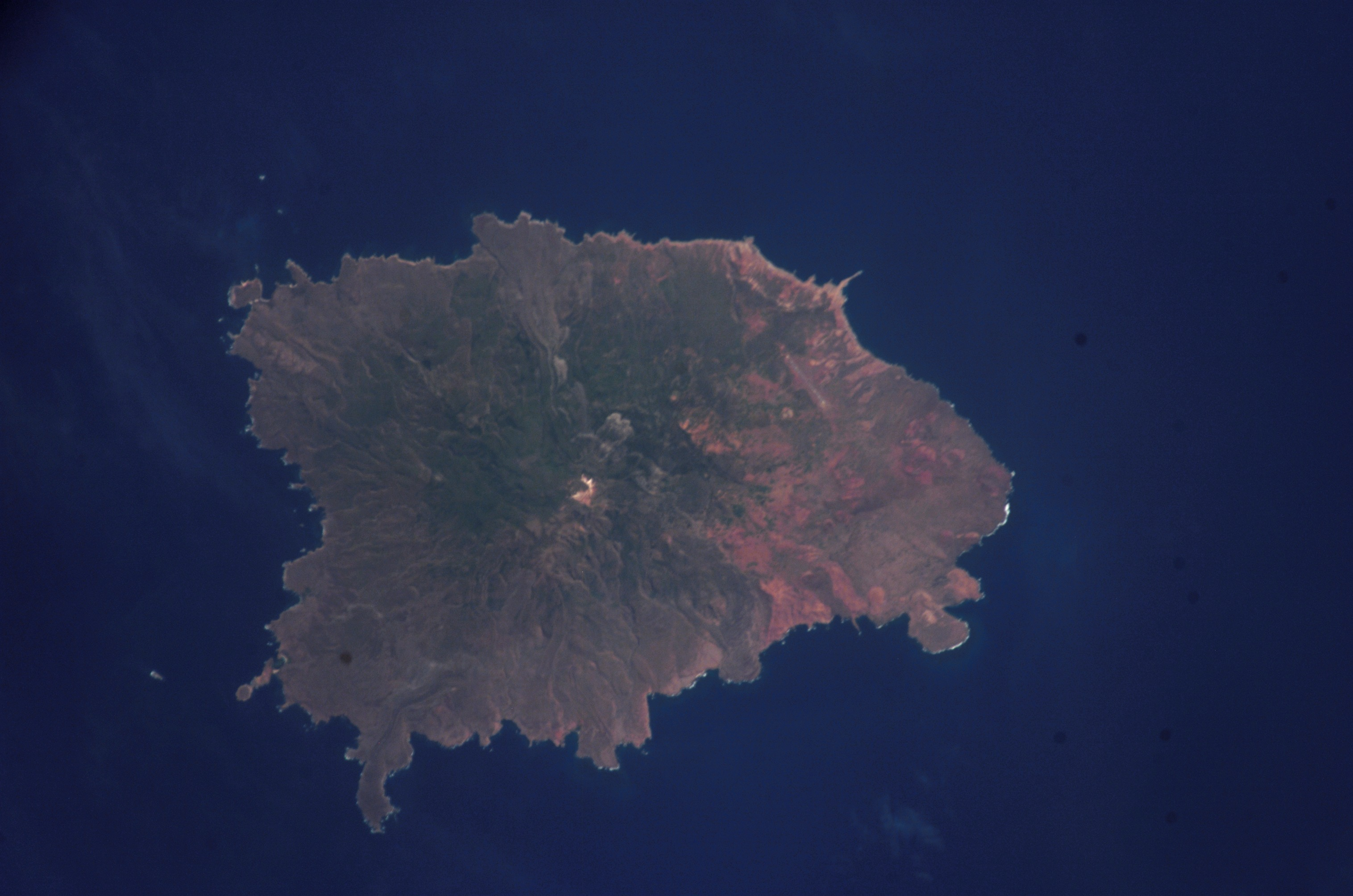
Socorro
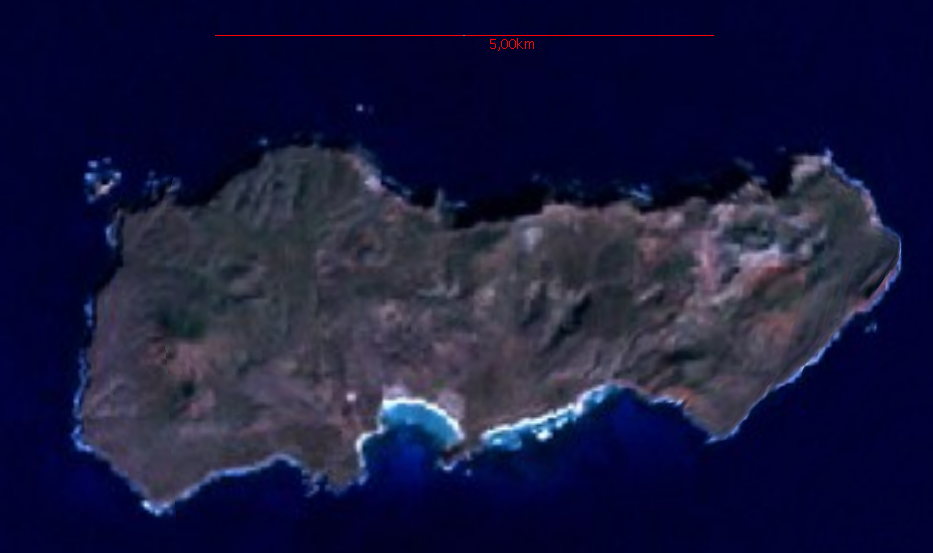
Clarión
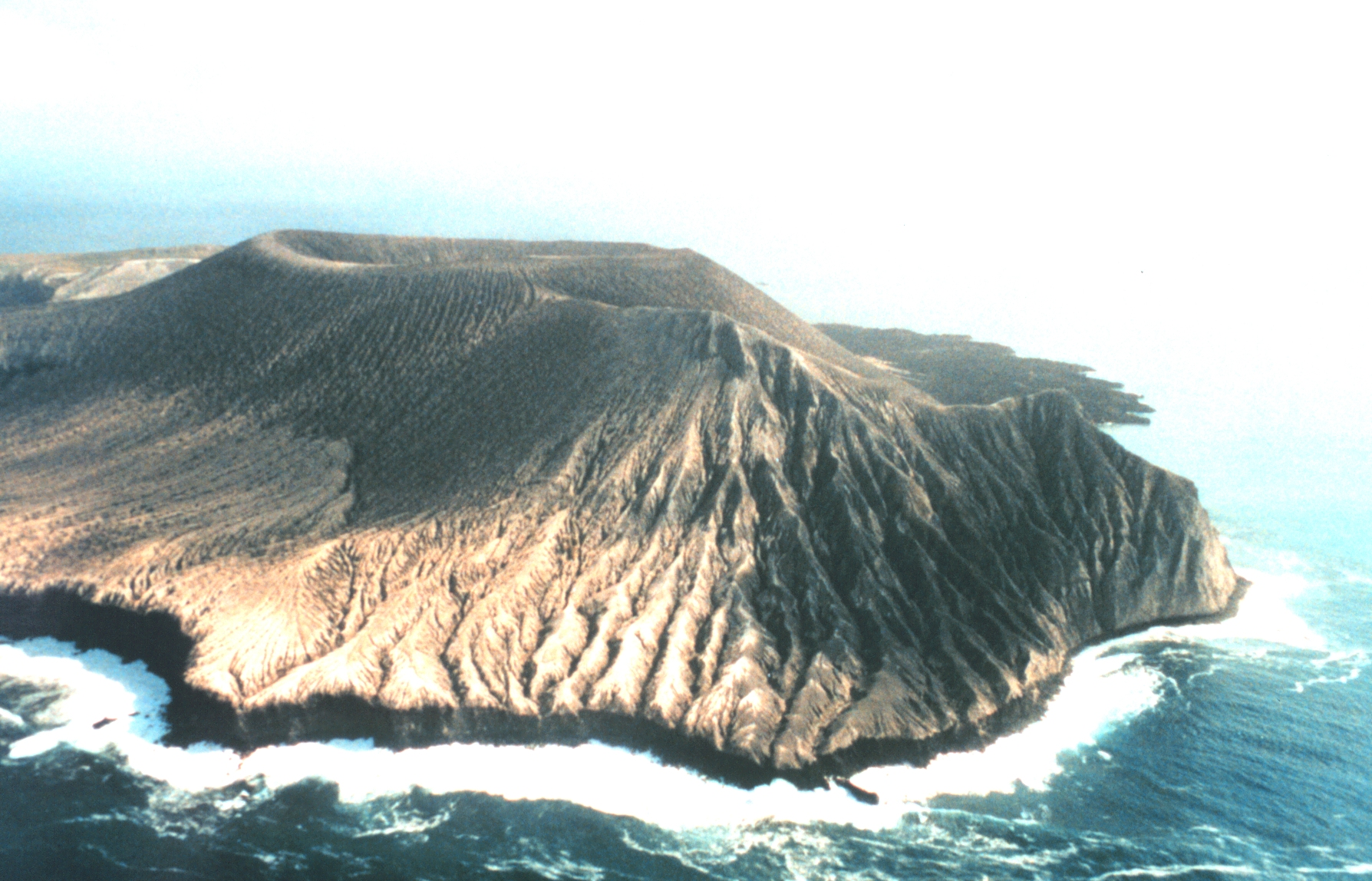
San Benedicto
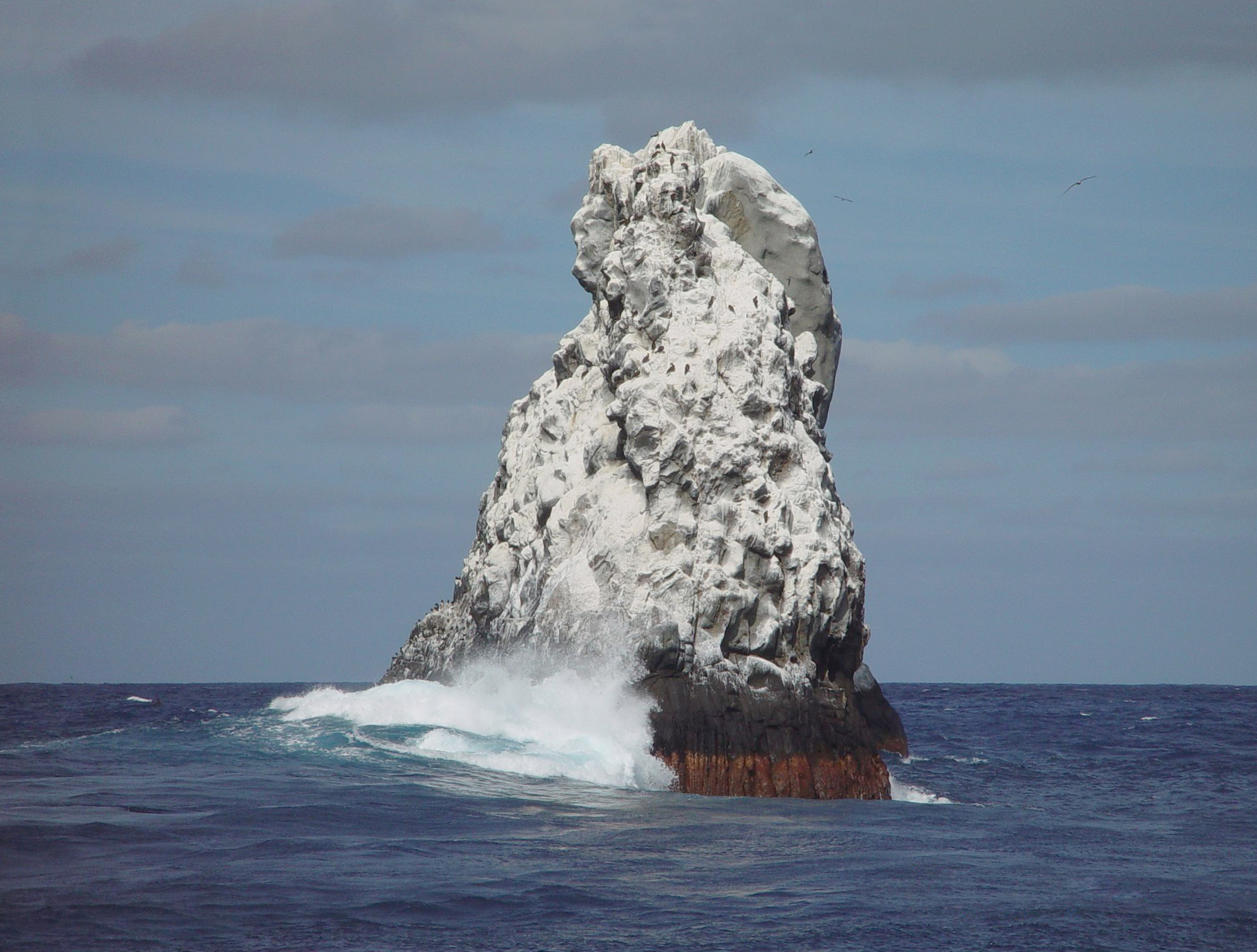
Roca Partida